# یوست یوتا
یوست یوتا (به انگلیسی: Yost) یک منطقهٔ مسکونی در ایالات متحده آمریکا است که در شهرستان باکس الدر، یوتا واقع شده‌است. یوست یوتا ۱٬۸۲۰٫۹ متر بالاتر از سطح دریا واقع شده‌است.